# Río Golondrina
El río Golondrina es un curso natural de agua que fluye en la Región de Magallanes, Chile con dirección general sur hasta desembocar en el fiordo Obstrucción.

## Trayecto
El río Golondrina es el emisario del lago Aníbal Pinto y nace en su extremo sur.

## Historia
Luis Risopatrón lo describe brevemente en su Diccionario Jeográfico de Chile de 1924:: 355 
Golondrina (Rio) 52° 07’ 72° 26'. De corto curso i caudal, desagua el lago Aníbal Pinto, corre hacia el S i se vacia én la ribera E de la parte media del estero Obstrucción. 122, p. XXIX.
Sobre el nombre del río Azopardo, Hans Niemeyer menciona que la comisión binacional de límites que en 1897-1898 exploró entre el estrecho de Magallanes y el golfo de Penas utilizó para ello las naves argentinas "Azopardo" y "Golondrina".: 623 